# Зябликова, Евгения Фёдоровна
Евгения Фёдоровна Зябликова (6 января 1920 — 27 августа 2019) — директор совхоза «Рационализатор», Герой Социалистического Труда (1966).

## Биография
Евгения Фёдоровна родилась во время гражданской войны на советско-эстонской границе на хуторе Санда, ныне – Кингисеппский район Ленинградской области. Семья её деда-ижорца, насчитывавшая 10 детей, была крепкой, по-крестьянски основательной. Скопив немного денег, Михаил Филиппович смог купить землю и выучить сына (отца Евгении) на агронома. В годы коллективизации Федору пришлось вступить в колхоз, позднее он в числе других бывших ижорцев-хуторян был арестован по обвинению в участии в антисоветской вредительской деятельности и, несмотря на пять лет красноармейской службы в годы гражданской войны, расстрелян. Мать, также коренную ижорку, с тремя детьми сослали на Север. В ходе следования она смогла передать девочку тётке. Долгое время Евгения Фёдоровна скрывала, что является дочерью «врага народа.»
После окончания начальной школы Зябликова закончила ШКМ. В 1939 году после окончания Кингисеппского зоотехникума была направлена в Старорусский район зоотехником. Вскоре её перевели старшим зоотехником в боровичский совхоз «Прогресс». С началом войны она днём работала в совхозе, а по ночам дежурила в госпитале. Без отрыва от производства окончила школу медицинских сестёр. Старший сержант Зябликова ухаживала за ранеными, организовывала воскресники, участвовала в художественной самодеятельности. Кроме того была секретарём комсомольской организации, членом бюро райкома комсомола, окончила партийную школу. В начале 1946 года Евгения Фёдоровна переехала в село Вятку Пестовского района Новгородской области, где в течение семи лет работала старшим зоотехником в совхозе «Рационализатор».
В 1952 году Евгения Фёдоровна была назначена директором совхоза. За годы её руководства (до 1975 года) он превратился в один из самых передовых в области. Были построены 4 скотных двора, 3 телятника, 10 свинарников, механизированный ток, зернохранилище, тепличное хозяйство. В 1950 в совхозе было 100 коров и 1500 свиней, а в 1975—1800 и 7000 соответственно. Ведение племенного животноводства, селекционная работа в растениеводстве, применение новаторских идей в сельском хозяйстве, постоянная нацеленность на снижение себестоимости продукции, грамотное и эффективное управление персоналом приносили стабильную прибыль. Благодаря этому в Вятке были построены Дом культуры на 250 мест, школа, баня, детский сад, столовая, комбинат бытового обслуживания, строилось жильё, которым обеспечивались молодые специалисты. Выделялись совхозные стипендии на обучение в техникумах и институтах, в зимнее время уделялось большое внимание повышению квалификации совхозных технических работников.
После выхода на пенсию Евгения Фёдоровна была членом совхозного парткома и депутатом сельского совета, является Почётным гражданином Пестовского района.
За достигнутые успехи Е. Ф. Зябликова была удостоена ряда правительственных наград, в том числе и звания Героя Социалистического Труда.

## Награды
- Медаль «За победу над Германией в Великой Отечественной войне 1941—1945 гг.»
- Медаль «За доблестный труд в Великой Отечественной войне 1941—1945 гг.»[1]
- Орден «Знак Почёта»
- Орден Трудового Красного Знамени
- Орден Октябрьской революции
- Орден Ленина
- Медаль «Серп и Молот»